# Thelyphonus wayi
Espèce
Thelyphonus wayi est une espèce d'uropyges de la famille des Thelyphonidae.

## Distribution
Cette espèce est endémique du Cambodge.

## Description
La femelle holotype mesure 34 mm.

## Étymologie
Cette espèce est nommée en l'honneur de Herbert W. L. Way.

## Publication originale
- Pocock, 1900 : Some new or little-known Thelyphonidae and Solifugae. Annals and Magazine of Natural History, sér. 7, vol. 5, p. 294-306 (texte intégral).